# Surrogates
Surrogates és una pel·lícula de ciència-ficció del 2009 produïda per Touchstone Pictures, adaptació del còmic original guionitzat per Robert Venditti i dibuixat per Brett Weldele.

## Sinopsi
L'any 2017 és l'època de la tecnologia biocibernètica, la gent viu la seva vida per control remot des de la seguretat de casa seva a través de robots substituts. Els substituts (surrogates' en anglès) són representacions mecàniques d'ells mateixos però ideals, joves, més atractius i físicament perfectes. El creador dels substituts, Canter, és un geni de la biocibernètica, acabat i arruïnat moralment des de la mort del seu fill, el qual van assassinar mentre utilitzava un substitut del pare, creient que era ell i no el seu fill. Havia creat la supercompanyia VSI, hegemònica en la producció de substituts perfectes; no obstant això, atesa la seva situació, havia estat acomiadat i l'Estat, juntament amb la policia, s'havia fet càrrec de la companyia per garantir la continuació del nou estil de vida.
Els humans només havien d'aixecar-se, alimentar-se, fer la seva vida a casa i després estirar-se a la cadira de control, col·locar-se a la interfície de control, i el substitut ja carregat d'energia, s'activava i tenia les vivències diàries per ells: treballen, flirtegen, surten i es diverteixen, fan una vida normal, idealista en felicitat i plena de sensacions, mentre els seus amos envelleixen a les cadires de comandament.
És un món ideal on el crim, el dolor, la por i les conseqüències no existeixen. En aquesta utopia es produeix el primer assassinat en anys quan un humà elimina un substitut prominent mitjançant una màquina de raigs que descarrega un virus que no només destrueix el substitut, sinó que fa que el seu amo mori amb el cervell liquat al llit d'interfície, un efecte secundari no esperat pels militars que varen crear l'arma. Aquest homicidi afecta directament al fill únic de l'expresident de VSI, Canter, i l'agent Greer (Bruce Willis) de l'FBI descobreix una conspiració fatal per als amos de substituts, car rere un substitut hi ha la seva dona.

## Repartiment
- Bruce Willis: Tom Greer
- Radha Mitchell: Jennifer Peters
- Jack Noseworthy: Miles Strickland, l'home contractat per matar el Dr. Lionel Canter[3]
- James Cromwell: Dr. Lionel Canter
- Ving Rhames: el Profeta[4]
- Rosamund Pike: Maggie Greer[4]
- Boris Kodjoe: Andrew Stone[3]
- James Ginty: el substitut del Dr. Canter
- Trevor Donovan: el substitut de Tom Greer
- Michael Cudlitz: coronel Brendon
- Devin Ratray: Bobby Saunders
- Helena Mattsson: JJ
- Shane Dzicek: Jarod Canter
- Ella Thomas: Lisa